# Tour de France de 1987
O Tour de France 1987 foi a 74º Volta a França, teve início no dia 1 de Julho e concluiu-se em 26 de Julho de 1987.. A corrida foi composta por 25 etapas, no total mais de 4231 km, foram percorridos com uma média de 36,645 km/h.
O único português participante, Acácio da Silva, venceu a 2ª etapa e posicionou-se em 64º lugar na classificação geral.

## Classificação geral
| Pos | Nome                  | País     | Equipa            | Tempo        |
| --- | --------------------- | -------- | ----------------- | ------------ |
| 1   | Stephen Roche         | Irlanda  | Carrera-Battaglin | 115h 27' 42" |
| 2   | Pedro Delgado         | Espanha  | PDM               | 40"          |
| 3   | Jean-François Bernard | França   | Toshiba           | 2' 13"       |
| 4   | Charly Mottet         | França   | Systeme U         | 6' 40"       |
| 5   | Luis Herrera          | Colômbia | Cafe de Colombia  | 9' 32"       |
| 6   | Fabio Parra           | Colômbia | Cafe de Colombia  | 16' 53"      |
| 7   | Laurent Fignon        | França   | Systeme U         | 18' 24"      |
| 8   | Anselmo Fuerte        | Espanha  | BH                | 18' 33"      |
| 9   | Raúl Alcalá           | México   | 7 Eleven          | 21' 49"      |
| 10  | Marino Lejarreta      | Espanha  | Caja Rural        | 26' 13"      |